# Asunción Balaguer
Asunción Balaguer, nata María Asunción Balaguer Golobart (Manresa, 8 novembre 1925 – Cercedilla, 23 novembre 2019), è stata un'attrice spagnola.

## Vita privata
Dal 1950 al 2001 (morte del marito) è stata sposata con l'attore Francisco Rabal. Sua figlia Teresa Rabal è diventata anche lei attrice.

## Filmografia parziale

### Cinema
- Il canto del gallo (El canto del gallo), regia di Rafael Gil (1955)
- 091 Policía al habla, regia di José María Forqué (1960)
- El camino, regia di Ana Mariscal (1964)
- Los desafíos, registi vari (1969)
- Aberrazioni sessuali in un penitenziario femminile (Las melancólicas), regia di Rafael Moreno Alba (1971)
- L'ora stregona (La hora bruja), regia di Jaime de Armiñán (1985)
- Lulù di notte (Lulú de noche), regia di Emilio Martínez Lázaro (1986)
- La scimmia impazzita (El sueño del mono loco), regia di Fernando Trueba (1989)
- Cómo ser mujer y no morir en el intento, regia di Ana Belén (1991)
- L'uomo che ha perduto la sua ombra (L'homme qui a perdu son ombre), regia di Alain Tanner (1991)
- Il lungo inverno (El largo invierno), regia di Jaime Camino (1992)
- El pájaro de la felicidad, regia di Pilar Miró (1993)
- Una casa en las afueras, regia di Pedro Costa (1995)
- Boca a boca, regia di Manuel Gómez Pereira (1995)
- Memorias del ángel caído, regia di David Alonso e Fernando Cámara (1997)
- Il vangelo delle meraviglie (El evangelio de las maravillas), regia di Arturo Ripstein (1998)
- Las huellas borradas, regia di Enrique Gabriel (1999)
- Che faresti per amore? (¿Tú qué harías por amor?), regia di Carlos Saura Medrano (2000)
- Silencio roto, regia di Montxo Armendáriz (2001)
- Nada, regia di Juan Carlos Cremata Malberti (2001)
- È già ieri, regia di Giulio Manfredonia (2004)
- Fuga de cerebros, regia di Fernando González Molina (2009)
- Barcelona, nit d'hivern, regia di Dani de la Orden (2015)

### Televisione
- Diego de Acevedo - serie TV, 7 episodi (1966)
- El mundo de Juan Lobón - serie TV, 5 episodi (1989)
- Yo, una mujer - serie TV, 13 episodi (1996)
- Géminis, venganza de amor - serie TV, 125 episodi (2002-2003)
- Film per non dormire: La stanza del bambino (Películas para no dormir: La habitación del niño) - film TV (2006)
- La bella Otero - La regina della belle époque (La bella Otero) - miniserie TV, 2 episodi (2008)
- Braccialetti rossi (Polseres vermelles) - serie TV, 2 episodi (2013)
- Grand Hotel - Intrighi e passioni (Gran Hotel) - serie TV, 22 episodi (2011-2013)
- Merlí - serie TV, 2 episodi (2015)
- Olmos y Robles - serie TV, 18 episodi (2015-2016)

## Premi
- Málaga Film Festival
  - 1999: "Best Actress" (Las huellas borradas)
- Unión de Actores y Actrices
  - 2011: "Premio alla carriera"
  - 2014: "Reparto TV - Categoría Femenina" (Grand Hotel - Intrighi e passioni)
- Premi Sant Jordi
  - 2000: "Mejor Actriz Española" (Las huellas borradas) - condiviso
  - 2020: "Premio onorario"
- TP de Oro
  - 2012: "Premio alla carriera"
- L'Alfàs del Pi Film Festival
  - 2007: "Premio alla carriera"